# ويليام ر. ترافرز
ويليام ر. ترافرز (بالإنجليزية: William R. Travers)‏ هو خبير مالي ومحامي أمريكي، ولد في 1 يوليو 1819 في بالتيمور في الولايات المتحدة، وتوفي في 19 مارس 1887 في هاميلتون في المملكة المتحدة بسبب السكري.